# Rogier van Montreuil
Rogier van Montreuil was graaf van Montreuil-sur-Mer van 945 tot ±960.

## Levensloop
Rogier was de zoon van Herluinus van Montreuil en diens onbekend gebleven echtgenote. In 943 verdedigde hij Montreuil met succes tegen Arnulf I van Vlaanderen. Toen zijn vader sneuvelde in een veldslag tegen Harald Blauwtand, volgde Rogier hem op als graaf. In 948 deed zijn oude rivaal Arnulf een nieuwe aanval op Montreuil. Het gedeelte ten noorden van de Authie kwam hierdoor in Vlaamse handen. De rest van het graafschap – met Abbeville, de abdij van Saint-Riquier en de abdij van Forest-Montiers – bleef aan Rogier.
De toenmalige bronnen vermelden Rogier een laatste keer in 957. Zijn zoon en opvolger, Hugo van Abbeville, was toen nog zeer jong. Arnulf bleef vasthouden aan het noordelijke gedeelte, en na hem Arnulf II van Vlaanderen (965). Pas in de jaren 980 zou Hugo dit gedeelte terugkrijgen. Vanaf dan vormden Abbeville en Montreuil samen het graafschap Ponthieu.